# Emily O’Reilly
Emily O’Reilly (ur. 20 października 1957 w Tullamore) – irlandzka dziennikarka, ombudsman w Irlandii, w latach 2013–2025 europejski rzecznik praw obywatelskich.

## Życiorys
Kształciła się na University College Dublin, Trinity College w Dublinie oraz Harvard University, gdzie otrzymała nagrodę dziennikarską Nieman Fellowship.
Pracowała jako dziennikarka i komentator polityczny dla różnych mediów prasowych i telewizyjnych, wydała trzy publikacje książkowe poświęcone polityce krajowej i mediom. 1 czerwca 2003 została nominowana przez ówczesną prezydent Mary McAleese na stanowisko rzecznika praw obywatelskich w Irlandii i komisarza ds. dostępu do informacji. W 2007 powołana dodatkowo na komisarza ds. informacji środowiskowych.
3 lipca 2013 w tajnym głosowaniu została wybrana przez Parlament Europejski na stanowisko europejskiego rzecznika praw obywatelskich (jako pierwsza kobieta w historii). W 2014 i 2019 wybierana na kolejne kadencje. Zakończyła urzędowanie w lutym 2025.
Otrzymała doktoraty honoris causa przyznane przez National University of Ireland (2008) oraz University College Dublin (2014). Emily O’Reilly jest mężatką, ma pięcioro dzieci.